# Peso Moneda Nacional
El Peso Moneda Nacional (símbolo: M$N; ISO 4217: ARM), fue el papel moneda vigente en la República Argentina en el período 1881-1969. Fue creado mediante la Ley 1130, sancionada el 5 de noviembre de 1881 con el objetivo de unificar el sistema monetario en el país, que hasta ese entonces había sido bastante caótico debido a la variedad de tipos de moneda: peso moneda corriente, peso fuerte y la libre circulación de monedas extranjeras. Esta ley determinó la unidad monetaria de la Argentina a través del peso oro y plata y dispuso que los bancos de emisión debían renovar toda su emisión de billetes a moneda nacional. Los antiguos billetes se podían cambiar a la nueva moneda a razón de $m/c 25 = M$N 1.
La larga y constante inflación argentina llevó los precios a tal grado que se debió cambiar de moneda al no entrar en las calculadoras de la época las cifras a calcular. Éste fenómeno es debido a que, a lo largo de la historia de la moneda argentina, se acumularon trece ceros. 

## Historia
Hasta 1881 la principal moneda de papel en circulación era el llamado peso moneda corriente emitido por el Banco de la Provincia de Buenos Aires. Llegado Julio Argentino Roca a la presidencia tras la federalización de la Ciudad de Buenos Aires, el poder ejecutivo procuró reemplazar el peso corriente provincial por una moneda nacional. Originalmente 1 peso moneda nacional era convertible a 1 peso oro sellado (5 pesos oro eran un Argentino de oro). El peso oro pesaba de 1,6129 gramos y contenía 900 milésimos de fino, y el de plata de 25 g y 900 milésimos de fino. La unificación monetaria con una moneda nacional de papel convertible a una unidad de oro representaba el ingreso de Argentina al sistema del patrón oro internacional.
Los bancos que emitían billetes (el de la Provincia de Buenos Aires, el Banco Nacional y unos pocos bancos en las provincias del Interior) debieron reemplazar sus emisiones antiguas por la nueva moneda, proceso que se completó en 1883. Asimismo, entre los años 1881 y 1885 el Banco Nacional fue impulsado a una mayor emisión por las políticas expansionistas de Roca, especialmente dirigidas a las provincias del interior. A comienzos de 1885, una corrida sobre los depósitos en oro del Banco Nacional forzó al gobierno a suspender la convertibilidad entre el peso papel y el peso oro. 
En 1887, con la sanción de la Ley 2.216 de Bancos Nacionales Garantidos, se dispuso que los bancos provinciales y privados pudieran emitir billetes garantizados con fondos públicos nacionales. Cada entidad bancaria debió depositar previamente el valor en oro de los Fondos Públicos que respaldaron estas emisiones, controladas por una oficina inspectora. Se realizaron emisiones de billetes del Banco Nacional, bancos de las provincias de Buenos Aires, Salta, Tucumán y Mendoza entre otros. Con la creación de la Caja de Conversión se unificaron estas emisiones.

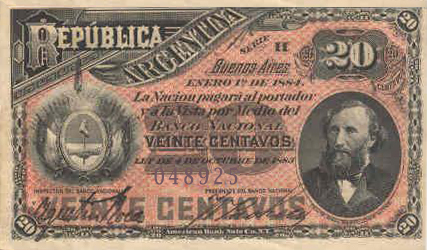
Billete de 20 centavos del Banco Nacional, 1884.

A partir de 1899 con la Ley 3.871 se estableció nuevamente la convertibilidad con el peso oro, pero con una relación menor, establecida por una paridad de $1 oro igual a m$n 2.27. Esta convertibilidad duró hasta 1914 (al comenzar la Primera Guerra Mundial). Si bien luego de ese año no hubo un sistema monetario libre, la cotización de la moneda fue bastante estable. En 1927, se restableció la convertibilidad con la misma relación, durando solo dos años, hasta 1929. Las distintas crisis económicas y devaluaciones de la moneda que tuvo el país llevaron a que en el año 1970 entrara en vigencia la Ley 18.188 que substituyó el peso moneda nacional por el peso ley.

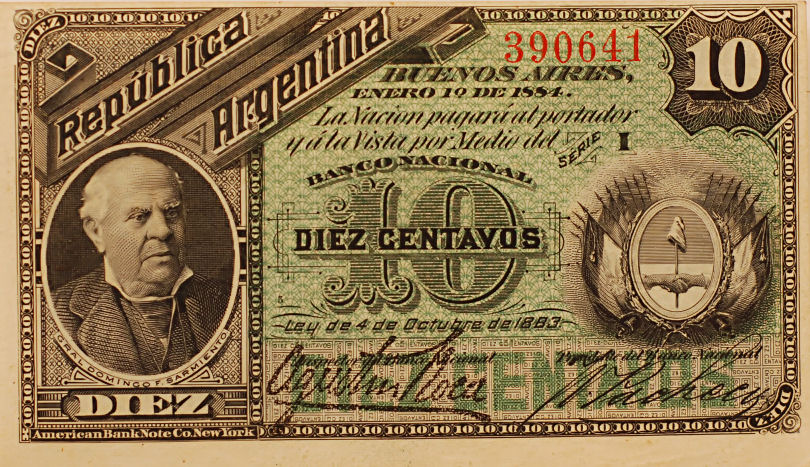
Billete de 10 centavos del Banco Nacional, 1884.

La crisis económica durante el gobierno de Arturo Frondizi (1958-1962) llevo al debilitamiento de ma moneda un período de profunda dificultad económica para Argentina, marcada por una combinación de factores internos y externos. Se caracterizó por una inflación galopante, un aumento de la deuda externa, problemas en el sector industrial y agrícola, y una creciente brecha social. en 1959,  la inflación alcanzó el máximo histórico hasta ese momento con un 125 % anual y la primera ve en la historia que alcanzaba la.cifra de tres dígitos, abriendo un periodo de más de 40 años de alta inflación. Para 1960  hubo una fuerte caída de los salarios reales y de la demanda agregada. En el plano económico, las políticas monetarias implementadas desde 1955 y el parcial desmantelamiento del aparato regulatorio no dieron los resultados esperados, provocando  las tasas de inflación crecientes.

## Emisiones de billetes

### Emisiones provinciales

#### Banco Provincia de Buenos Aires

##### Emisión 1883
Esta serie fue respaldada originalmente por oro, pero en 1885 se aprobó una ley que impedía cualquier convertibilidad del papel moneda.
| Valor                        | Emisión | Anverso                                                         | Reverso                       |
| ---------------------------- | ------- | --------------------------------------------------------------- | ----------------------------- |
| 8 Centésimos de Peso de Oro  | 1883    | Nicolás Avellaneda                                              | ???                           |
| 10 Centésimos de Peso de Oro | 1883    | Domingo Faustino Sarmiento                                      | ???                           |
| 16 Centésimos de Peso de Oro | 1883    | Bartolomé Mitre (izquierda) y Luis Argerich (derecha)           | ???                           |
| 20 Centésimos de Peso de Oro | 1883    | Santiago Derqui                                                 | ???                           |
| 40 Centésimos de Peso de Oro | 1883    | Justo José de Urquiza                                           | ???                           |
| 1 Peso de Oro sellado        | 1883    | Martín Rodríguez (izquierda) y Manuel Pinto (derecha)           | ???                           |
| 2 Pesos de Oro               | 1883    | Adolfo Alsina (izquierda) y Florencio Varela (derecha)          | ???                           |
| 4 Pesos de Oro               | 1883    | Juan José Castelli (izquierda) y Manuel Alberti (derecha)       | ???                           |
| 5 Pesos de Oro               | 1883    | Juan Lavalle (izquierda) y José María Paz (derecha)             | ???                           |
| 10 Pesos de Oro              | 1883    | Juan Antonio Álvarez de Arenales y Juan Gregorio de Las Heras   | ???                           |
| 20 Pesos de Oro              | 1883    | Cornelio Saavedra (izquierda) y Juan Martín de Pueyrredón       | Valor en números              |
| 50 Pesos de Oro              | 1885    | Carlos María de Alvear (izquierda) y Guillermo Brown (derecha)  | Valor en números              |
| 100 Pesos de Oro             | 1885    | Dalmacio Vélez Sarsfield (izquierda) y Mariano Moreno (derecha) | ???                           |
| 200 Pesos de Oro             | 1885    | Bernardino Rivadavia (izquierda) y Martín García (derecha)      | ???                           |
| 500 Pesos de Oro             | 1885    | Manuel Belgrano (izquierda) y José de San Martín (derecha)      | Alegoría de mujer con bandera |

##### Emisión 1885
El propósito de la edición 1885 fue la de sustituir los billetes anteriores con denominación "Pesos de Oro" por billetes en "Pesos Moneda Nacional Oro".
| Valor                         | Emisión | Anverso                                                         | Reverso                 |
| ----------------------------- | ------- | --------------------------------------------------------------- | ----------------------- |
| 1 Peso Moneda Nacional Oro    | 1885    | Martín Rodríguez (izquierda) y Manuel Pinto (derecha)           | ???                     |
| 2 Pesos Moneda Nacional Oro   | 1885    | Adolfo Alsina (izquierda) y Florencio Varela (derecha)          | Valor en números        |
| 5 Pesos Moneda Nacional Oro   | 1885    | Juan Lavalle (izquierda) y José María Paz (derecha)             | Valor en números        |
| 10 Pesos Moneda Nacional Oro  | 1885    | Juan Antonio Álvarez de Arenales y Juan Gregorio de Las Heras   | ???                     |
| 20 Pesos Moneda Nacional Oro  | 1885    | Cornelio Saavedra (izquierda) y Juan Martín de Pueyrredón       | ???                     |
| 50 Pesos Moneda Nacional Oro  | 1885    | Carlos María de Alvear (izquierda) y Guillermo Brown (derecha)  | Valor en números        |
| 100 Pesos Moneda Nacional Oro | 1885    | Dalmacio Vélez Sarsfield (izquierda) y Mariano Moreno (derecha) | Gauchos, vacas y ovejas |
| 200 Pesos Moneda Nacional Oro | 1885    | Bernardino Rivadavia (izquierda) y Martín García (derecha)      | ???                     |
| 500 Pesos Moneda Nacional Oro | 1885    | Manuel Belgrano (izquierda) y José de San Martín (derecha)      | Caballos y gaucho       |

#### Banco Provincial de Santa Fe
| Valor                     | Emisión | Anverso                  | Reverso          |
| ------------------------- | ------- | ------------------------ | ---------------- |
| 1 Peso Moneda Nacional    | 1882    | Gauchos                  | Valor en números |
| 1,5 Pesos Moneda Nacional | 1882    | Gauchos                  | Valor en números |
| 5 Pesos Moneda Nacional   | 1882    | Gaucho                   | Valor en números |
| 10 Pesos Moneda Nacional  | 1882    | Juan Bautista Alberdi    | Valor en números |
| 20 Pesos Moneda Nacional  | 1882    | Estanislao López         | Valor en números |
| 50 Pesos Moneda Nacional  | 1882    | Justo José de Urquiza    | Valor en números |
| 200 Pesos Moneda Nacional | 1882    | Mujer, Escudo Provincial | Mujer y ovejas   |
| 500 Pesos Moneda Nacional | 1882    | Mujer, puerto            | Caballo          |

#### Banco Provincial de Entre Ríos
| Valor                        | Emisión | Anverso                 | Reverso           |
| ---------------------------- | ------- | ----------------------- | ----------------- |
| 1 Peso Moneda Nacional Oro   | 1885    | Eduardo Racedo          | Escudo Provincial |
| 2 Pesos Moneda Nacional Oro  | 1885    | Antonio Crespo          | Escudo Provincial |
| 5 Pesos Moneda Nacional Oro  | 1885    | Justo José de Urquiza   | Escudo Provincial |
| 10 Pesos Moneda Nacional Oro | 1885    | León Sola               | Escudo Provincial |
| 20 Pesos Moneda Nacional     | 1885    | Lucio Norberto Mansilla | Escudo Provincial |

#### Banco Provincial de Córdoba
| Valor                    | Emisión | Anverso                  | Reverso              |
| ------------------------ | ------- | ------------------------ | -------------------- |
| 1 Peso Moneda Nacional   | 1889    | Miguel Juárez Celman     | Edificio             |
| 5 Pesos Moneda Nacional  | 1889    | Dalmacio Vélez Sarsfield | Pilares              |
| 10 Pesos Moneda Nacional | 1889    | José María Paz           | Edificio de gobierno |
| 20 Pesos Moneda Nacional | 1889    | Mariano Fragueiro        | Puente y montañas    |

#### Banco Provincial de Chaco
| Valor                      | Emisión | Anverso                        | Reverso          |
| -------------------------- | ------- | ------------------------------ | ---------------- |
| 1 Peso Moneda Nacional Oro | 1884    | Mujer, Cabezas de perro y toro | Valor en números |

#### Banco Provincial de Salta
| Valor                      | Emisión | Anverso | Reverso                      |
| -------------------------- | ------- | ------- | ---------------------------- |
| 1 Peso Moneda Nacional Oro | 1884    | Cabras  | Valor en números y en letras |

#### Banco Provincial de Tucumán
| Valor                       | Emisión | Anverso                            | Reverso                      |
| --------------------------- | ------- | ---------------------------------- | ---------------------------- |
| 1 Peso Moneda Nacional Oro  | 1888    | Lidoro Quinteros y Casa de Tucumán | Valor en números             |
| 2 Pesos Moneda Nacional Oro | 1888    | Marcos Paz                         | Valor en números y en letras |

### Banco Nacional
En esta sección se detallan los billetes emitidos por el Banco Nacional entre 1881 y 1890. 
Los años entre 1881 y 1884, se caracterizan por emisiones estipuladas por el Banco Nacional, sobre una serie de billetes en Pesos Moneda Nacional Oro.

#### 1º Emisión 1883
| Valor                         | Emisión | Anverso                  | Reverso                 |
| ----------------------------- | ------- | ------------------------ | ----------------------- |
| 1 Peso Moneda Nacional Oro    | 1883    | Martín Rodríguez         | Valor en números        |
| 2 Pesos Moneda Nacional Oro   | 1883    | Bernardino Rivadavia     | Valor en números        |
| 5 Pesos Moneda Nacional Oro   | 1883    | Nicolás Rodríguez Peña   | Valor en números        |
| 10 Pesos Moneda Nacional Oro  | 1883    | Julio Argentino Roca     | Valor en números        |
| 20 Pesos Moneda Nacional Oro  | 1883    | Gregorio Funes           | ???                     |
| 50 Pesos Moneda Nacional Oro  | 1883    | Marcos González Balcarce | Valor en números        |
| 100 Pesos Moneda Nacional Oro | 1883    | Juan José Paso           | ???                     |
| 200 Pesos Moneda Nacional Oro | 1883    | ???                      | ???                     |
| 500 Pesos Moneda Nacional Oro | 1883    | José de San Martín       | Mujer. Valor en números |

#### 2º Emisión 1883
| Valor                         | Emisión | Anverso                  | Reverso                                   |
| ----------------------------- | ------- | ------------------------ | ----------------------------------------- |
| 1 Peso Moneda Nacional Oro    | 1883    | Martín Rodríguez         | Cabeza de Mercurio. Valor en números.     |
| 2 Pesos Moneda Nacional Oro   | 1883    | Bernardino Rivadavia     | ???                                       |
| 5 Pesos Moneda Nacional Oro   | 1883    | Nicolás Rodríguez Peña   | ???                                       |
| 10 Pesos Moneda Nacional Oro  | 1883    | Julio Argentino Roca     | ???                                       |
| 20 Pesos Moneda Nacional Oro  | 1883    | Gregorio Funes           | Valor en números                          |
| 50 Pesos Moneda Nacional Oro  | 1883    | Marcos González Balcarce | El arado. Valor en números                |
| 100 Pesos Moneda Nacional Oro | 1883    | Juan José Paso           | Vacas. Valor en números.                  |
| 200 Pesos Moneda Nacional Oro | 1883    | ???                      | Gauchos trabajando. Valor en números.     |
| 500 Pesos Moneda Nacional Oro | 1883    | José de San Martín       | Explorador e indígenas. Valor en números. |

#### 3º Emisión 1883
| Valor                         | Emisión | Anverso                  | Reverso                                   |
| ----------------------------- | ------- | ------------------------ | ----------------------------------------- |
| 1 Peso Moneda Nacional Oro    | 1883    | Santiago Derqui          | ???                                       |
| 2 Pesos Moneda Nacional Oro   | 1883    | Bernardino Rivadavia     | Valor en números.                         |
| 5 Pesos Moneda Nacional Oro   | 1883    | Manuel Dorrego           | ???                                       |
| 10 Pesos Moneda Nacional Oro  | 1883    | Julio Argentino Roca     | Valor en números.                         |
| 20 Pesos Moneda Nacional Oro  | 1883    | Miguel Juárez Celman     | ???                                       |
| 50 Pesos Moneda Nacional Oro  | 1883    | Vicente Ocampo           | ???                                       |
| 100 Pesos Moneda Nacional Oro | 1883    | Marcos González Balcarce | ???                                       |
| 200 Pesos Moneda Nacional Oro | 1883    | Gregorio Funes           | Gauchos trabajando. Valor en números.     |
| 500 Pesos Moneda Nacional Oro | 1883    | José de San Martín       | Explorador e indígenas. Valor en números. |

### Bancos Nacionales Garantidos

#### Emisión 1888-1894
Durante la presidencia de Miguel Juárez Celman (12 de octubre de 1886 - 6 de agosto de 1890), el 3 de noviembre de 1887, el Congreso sanciona la ley de Bancos Nacionales Garantidos, con el fin de nivelar la circulación monetaria que sufría un desconcierto por las emisiones locales de las provincias. 
La Ley de Bancos Garantidos establecía que cualquier banco estaba autorizado a emitir billetes con la condición de realizar un depósito en oro en el tesoro nacional, por el cual recibiera una determinada cantidad de bonos públicos. 
Se realizaron emisiones de billetes del Banco Nacional, Banco de la provincia de Buenos Aires, Salta, Tucumán y Mendoza entre otros. Con la creación de la Caja de Conversión en 1890 se unificaron estas emisiones.
| Valor                      | Emisión | Anverso                  | Reverso                                     |
| -------------------------- | ------- | ------------------------ | ------------------------------------------- |
| 1 Peso Moneda Nacional     | 1888    | Guillermo Brown          | Alegoría infantil de las ciencias y el arte |
| 2 Pesos Moneda Nacional    | 1888    | Carlos María de Alvear   | Alegoría infantil del comercio              |
| 5 Pesos Moneda Nacional    | 1888    | Dalmacio Vélez Sarsfield | Alegoría femenina y niño                    |
| 10 Pesos Moneda Nacional   | 1888    | Julio Argentino Roca     | Alegoría de campo de frutas                 |
| 20 Pesos Moneda Nacional   | 1888    | Wenceslao Pacheco        | Diligencia en el campo                      |
| 50 Pesos Moneda Nacional   | 1888    | Miguel Juárez Celman     | Posta y diligencia                          |
| 100 Pesos Moneda Nacional  | 1888    | Mariano Moreno           | Alegoría de la enseñanza del indio          |
| 200 Pesos Moneda Nacional  | 1888    | Bernardino Rivadavia     | Caballos                                    |
| 500 Pesos Moneda Nacional  | 1888    | Manuel Belgrano          | Alegoría de siega y navegación              |
| 1000 Pesos Moneda Nacional | 1888    | José de San Martín       | Alegoría de la Agricultura                  |

### Billetes Fraccionarios

#### Emisión 1884

##### Primera emisión
Durante la primera presidencia de Julio Argentino Roca (12 de octubre de 1880 - 12 de octubre de 1886), el Banco Nacional emitió billetes por 5, 10 , 20 y 50 centavos 
Ley del 4 de octubre de 1883. 
Impresor: Billetes de Banco R. Lange, Buenos Aires.
| Valor       | Emisión | Anverso                    | Reverso                      |
| ----------- | ------- | -------------------------- | ---------------------------- |
| 5 Centavos  | 1884    | Nicolás Avellaneda         | Valor en números y en letras |
| 10 Centavos | 1884    | Domingo Faustino Sarmiento | Cabeza de la Libertad        |
| 20 Centavos | 1884    | Bartolomé Mitre            | Valor en números y en letras |
| 50 Centavos | 1884    | Justo José de Urquiza      | Alegoría femenina            |

##### Segunda emisión
Durante la primera presidencia de Julio Argentino Roca (12/10/1880 - 12/10/1886), el Banco Nacional emitió billetes por 5, 10 , 20 y 50 centavos 
Ley del 4 de octubre de 1883. 
Impresor: American Bank Note Co, New York.
| Valor       | Emisión | Anverso                    | Reverso                   |
| ----------- | ------- | -------------------------- | ------------------------- |
| 5 Centavos  | 1884    | Nicolás Avellaneda         | Cabeza de Minerva         |
| 10 Centavos | 1884    | Domingo Faustino Sarmiento | Gaucho boleando a caballo |
| 20 Centavos | 1884    | Bartolomé Mitre            | Cabeza de vacuno          |
| 50 Centavos | 1884    | Justo José de Urquiza      | Grupo familiar en óvalo   |

#### Emisión 1891
Durante la presidencia de Carlos Pellegrini (6/8/1890 - 12/10/1892), la Caja de Conversión emitió billetes por 5, 10, 20, y 50 centavos. 
Ley N.º 2707 del 11 de noviembre de 1891. 
Impresor: American Bank Note Co, Nueva York.
| Valor       | Emisión | Tamaño       | Anverso                    | Reverso                   |
| ----------- | ------- | ------------ | -------------------------- | ------------------------- |
| 5 Centavos  | 1891    | 56 X 96 mm.  | Nicolás Avellaneda         | Cabeza de Minerva         |
| 10 Centavos | 1891    | 60 X 100 mm. | Domingo Faustino Sarmiento | Gaucho boleando a caballo |
| 20 Centavos | 1891    | 65 X 110 mm. | Bartolomé Mitre            | Cabeza de vacuno          |
| 50 Centavos | 1891    | 70 X 115 mm. | Justo José de Urquiza      | Grupo familiar en óvalo   |

#### Emisión 1892
En el año 1892, la Caja de Conversión emitió billetes por 5, 10, 20, y 50 centavos con leves cambios respecto a la emisión de 1891. 
Ley N.º 2822 del 1º de mayo de 1892. 
Impresor: American Bank Note Co, New York.
| Valor       | Emisión | Tamaño       | Anverso                    | Reverso                   |
| ----------- | ------- | ------------ | -------------------------- | ------------------------- |
| 5 Centavos  | 1892    | 56 X 96 mm.  | Nicolás Avellaneda         | Cabeza de Minerva         |
| 10 Centavos | 1892    | 60 X 100 mm. | Domingo Faustino Sarmiento | Gaucho boleando a caballo |
| 20 Centavos | 1892    | 65 X 110 mm. | Bartolomé Mitre            | Cabeza de vacuno          |
| 50 Centavos | 1892    | 70 X 115 mm. | Justo José de Urquiza      | Grupo familiar en óvalo   |

#### Emisión 1895
Durante al presidencia de José Evaristo de Uriburu (23/1/1895 - 12/10/1898), la Caja de Conversión emitió billetes de 10, 20 y 50 centavos. 
Ley N.º 2707 del 19 de julio de 1895.
| Valor       | Emisión | Tamaño       | Anverso                    | Reverso                              |
| ----------- | ------- | ------------ | -------------------------- | ------------------------------------ |
| 10 Centavos | 1895    | 60 X 100 mm. | Domingo Faustino Sarmiento | Cabeza femenina en óvalo             |
| 20 Centavos | 1895    | 65 X 110 mm. | Bartolomé Mitre            | Personaje con yelmo y lanza en óvalo |
| 50 Centavos | 1895    | 70 X 115 mm. | Justo José de Urquiza      | Busto de Cristóbal Colón             |

#### Emisión 1899-1935 (Serie Efigie del Progreso)
La Ley 3.505, sancionada el 20 de septiembre de 1897, autorizó a la Caja de Conversión a renovar toda la moneda circulante de la época. Se decidió hacer un diseño exclusivo, llamado "Efigie del Progreso".
Estos billetes originalmente fueron creados de gran tamaño e impresos en la Casa de Moneda, usando papel de origen francés. Debido a su tamaño y a que el papel no resultó de buena calidad, comenzaron a deteriorarse rápidamente. Por lo que se suspendió la impresión y se eligió un nuevo proveedor. Los nuevos billetes —de menor tamaño— comenzaron a emitirse en 1903, utilizando como método de impresión el sistema de tipografía.
| Valor       | Emisión                       | Imagen |
| ----------- | ----------------------------- | ------ |
| 50 centavos | 1899-1900,1918-1926           |        |
| 1 Peso      | 1900-1903,1906-1935           |        |
| 5 Pesos     | 1900-1935                     |        |
| 10 Pesos    | 1900-1935                     |        |
| 50 Pesos    | 1900-1935                     |        |
| 100 Pesos   | 1899-1932                     |        |
| 500 Pesos   | 1900-1901,1905,1909-1930,1935 |        |
| 1000 Pesos  | 1901,1905,1906,1908,1910-1934 |        |

#### Emisión 1935-1952
A partir de la creación del Banco Central, esta institución se hace cargo de la emisión de billetes, que son impresos por la Casa de Moneda. En un principio se usó los mismos diseños que se encontraban en circulación desde 1899, cambiando solamente las leyendas del ente emisor. Esta serie dejó de existir entre 1950 y 1952, a excepción del billete de 5 Pesos, que se siguió imprimiendo hasta 1959.

#### Emisión 1942-1969 (Serie San Martín)
En 1942, el Banco Central decide emitir sus primeros billetes propios, con un diseño más moderno y seguro, abandonando la clásica Efigie del Progreso. Por problemas de momentánea falta de capacidad, algunas series fueron impresas en Inglaterra, pero luego se retomó la impresión en la Casa de Moneda. Se utilizaron los sistemas de impresión offset (0,50 m$n y 5 m$n) y para el resto, el sistema calcográfico.
| Anverso | Reverso | Denominación ($)        | Color principal | Anverso            | Reverso                                 |
| ------- | ------- | ----------------------- | --------------- | ------------------ | --------------------------------------- |
|         |         | 50 Centavos (1950-1956) | Marrón claro    | La República       | Constitución Nacional                   |
|         |         | 1 Peso (1947-1957)      | Morado          | La Justicia        | Casa de Tucumán                         |
|         |         | 5 Pesos (1960-1962)     | Marrón          | José de San Martín | 25 de mayo de 1810                      |
|         |         | 10 Pesos (1942-1969)    | Rojo            | José de San Martín | Juramento de la Independencia           |
|         |         | 50 Pesos (1942-1969)    | Verde claro     | José de San Martín | Paso de los Andes                       |
|         |         | 100 Pesos (1943-1969)   | Marrón          | José de San Martín | Segunda Fundación de Buenos Aires       |
|         |         | 500 Pesos (1944-1968)   | Azul oscuro     | José de San Martín | Banco Central de la República Argentina |
|         |         | 500 Pesos (1942-1969)   | Azul oscuro     | José de San Martín | Casa de San Martín en Gran Bourg        |
|         |         | 1000 Pesos (1962-1969)  | Morado          | José de San Martín | Fragata Presidente Sarmiento            |
|         |         | 5000 Pesos (1962-1969)  | Marrón          | José de San Martín | Congreso Nacional                       |
|         |         | 10000 Pesos (1961-1969) | Magenta         | José de San Martín | Abrazo de Maipú                         |

## Emisiones de Monedas

### Emisión 1881-1896
Con la Ley 1.130 (5 de noviembre de 1881) se acuñaron las primeras monedas nacionales propiamente dichas, de oro, plata, y cobre. Esta serie fue diseñada por el famoso grabador francés Eugene Oudine. En este periodo se crean el Patacón y el Argentino de oro. Sin embargo, solo se acuñaron las monedas de plata hasta 1883. El Argentino de oro y las monedas de 1 y 2 centavos originales se siguieron acuñando hasta 1896.
| Anverso | Reverso | Denominación                       | Periodo               | Diámetro | Material |
| ------- | ------- | ---------------------------------- | --------------------- | -------- | -------- |
|         |         | 1 Centavo                          | 1882-1886 y 1888-1896 |          | Cobre    |
|         |         | 2 Centavos                         | 1882-1885 y 1887-1896 | 30 mm    | Cobre    |
|         |         | 10 Centavos                        | 1881-1883             | 18 mm    | Plata    |
|         |         | 20 Centavos                        | 1881-1883             | 23 mm    | Plata    |
|         |         | 50 Centavos (medio Patacón)        | 1881-1883             |          | Plata    |
|         |         | 1 Peso (un Patacón)                | 1881-1883             |          | Plata    |
|         |         | 2,5 Pesos (medio Argentino de oro) | 1884                  |          | Oro      |
|         |         | 5 Pesos (un Argentino de oro)      | 1881-1889 y 1896      |          | Oro      |

### Emisión 1896-1942
Las monedas de plata se dejaron de acuñar por ser antieconómicas. Con la Ley 3.321, del 4 de diciembre de 1895, debido a la alta demanda de circulante de menor rango, se realizó una nueva acuñación de monedas, esta vez de cuproníquel (75% níquel, 25% cobre). Esta serie de monedas duró más de 40 años de forma casi ininterrumpida. En 1941, mediante el Decreto 45.560 (27 de octubre de 1939), se emitió la moneda de 50 centavos de níquel puro y nuevamente las monedas de 1 y 2 centavos, de cobre —aunque de menor tamaño—.
| Anverso | Reverso | Denominación | Periodo                                     | Reverso | Diámetro | Material     |
| ------- | ------- | ------------ | ------------------------------------------- | ------- | -------- | ------------ |
|         |         | 1 Centavo    | 1939-1948                                   |         |          | Cobre        |
|         |         | 2 Centavos   | 1939-1950                                   |         |          | Cobre        |
|         |         | 5 Centavos   | 1896-1899, 1903-1931 y 1933-1942            |         |          | Cupro-Níquel |
|         |         | 10 Centavos  | 1896-1899, 1905-1916, 1918-1931 y 1933-1942 |         |          | Cupro-Níquel |
|         |         | 20 Centavos  | 1896-1899, 1905-1916, 1918-1931 y 1935-1942 |         |          | Cupro-Níquel |
|         |         | 50 Centavos  | 1941                                        |         |          | Níquel       |

### Emisión 1942-1950
A partir de la Segunda Guerra Mundial, la demanda de níquel se incrementó, teniendo problemas por ello el Banco Central para acuñar monedas de este metal, por eso mediante el Decreto 119.976 (15 de mayo de 1942), y como medida de emergencia, se autorizó a crear nuevas monedas de 20, 10 y 5 centavos de bronce de aluminio.
| Anverso | Reverso | Denominación | Periodo   | Reverso | Diámetro | Material           |
| ------- | ------- | ------------ | --------- | ------- | -------- | ------------------ |
|         |         | 5 Centavos   | 1942-1950 |         |          | Bronce de Aluminio |
|         |         | 10 Centavos  | 1942-1950 |         |          | Bronce de Aluminio |
|         |         | 20 Centavos  | 1942-1950 |         |          | Bronce de Aluminio |

### Emisión 1950-1956
En 1950 aparece una nueva acuñación, en un principio de cuproníquel, y luego de acero enchapado, conmemorando el aniversario de la muerte de José de San Martín. Esta serie de monedas, con valores de 50, 20, 10 y 5 centavos, continuó hasta 1956.
Aquí la serie que conmemora los cien años del deceso del General José de San Martín.
| Anverso | Reverso | Denominación | Periodo | Reverso | Diámetro | Material     |
| ------- | ------- | ------------ | ------- | ------- | -------- | ------------ |
|         |         | 5 Centavos   | 1950    |         |          | Cupro-Níquel |
|         |         | 10 Centavos  | 1950    |         |          | Cupro-Níquel |
|         |         | 20 Centavos  | 1950    |         |          | Cupro-Níquel |

Esta es la serie posterior de uso regular.
| Anverso | Reverso | Denominación | Periodo   | Reverso | Diámetro | Material                                           |
| ------- | ------- | ------------ | --------- | ------- | -------- | -------------------------------------------------- |
|         |         | 5 Centavos   | 1951-1956 |         |          | Cuproníquel (hasta 1952) Acero revestido en Níquel |
|         |         | 10 Centavos  | 1951-1956 |         |          | Cuproníquel (hasta 1952) Acero revestido en Níquel |
|         |         | 20 Centavos  | 1951-1956 |         |          | Cuproníquel (hasta 1953) Acero revestido en Níquel |
|         |         | 50 Centavos  | 1952-1956 |         |          | Acero revestido en Níquel                          |

### Emisión 1956-1969
| Anverso | Reverso | Denominación | Periodo   | Reverso | Diámetro | Material                  |
| ------- | ------- | ------------ | --------- | ------- | -------- | ------------------------- |
|         |         | 5 Centavos   | 1956      |         |          | Acero revestido en Níquel |
|         |         | 10 Centavos  | 1956-1959 |         |          | Acero revestido en Níquel |
|         |         | 20 Centavos  | 1956-1961 |         |          | Acero revestido en Níquel |
|         |         | 50 Centavos  | 1956-1966 |         |          | Acero revestido en Níquel |
|         |         | 1 Peso       | 1956-1969 |         |          | Acero revestido en Níquel |
|         |         | 5 Pesos      | 1961-1969 |         |          | Acero revestido en Níquel |
|         |         | 10 Pesos     | 1962-1969 |         |          | Acero revestido en Níquel |
|         |         | 25 Pesos     | 1964-1969 |         |          | Acero revestido en Níquel |

### Emisiones Conmemorativas
Se acuñaron varias emisiones de monedas con diferentes motivos conmemorativos. Todas de amplia circulación pública en su momento.
| Anverso | Reverso | Motivo                                                            | Año  | Valor facial (en pesos)              |
| ------- | ------- | ----------------------------------------------------------------- | ---- | ------------------------------------ |
|         |         | Sesquicentenario de la Revolución de Mayo                         | 1960 | 1 peso (Acero revestido en Níquel)   |
|         |         | Sesquicentenario de la Independencia                              | 1966 | 10 pesos (Acero revestido en Níquel) |
|         |         | Centenario de la asunción presidencial Domingo Faustino Sarmiento | 1968 | 25 pesos (Acero revestido en Níquel) |